# 1955年鐵路
此條目列出1955年發生有關鐵路運輸的事件。

## 事件

### 2月
- 2月9日：羅馬地鐵B線通車[1]。

### 3月
- 3月1日：友誼關鐵路接軌。
- 3月28日：法國國鐵以直流電1800/2000V電力牽引創下了每小時331公里的極速，但軌道因列車通過而嚴重受損。

### 4月
- 4月：安第斯中央鐵路（英语：Ferrocarril Central Andino）開設了一條支線鐵路，到達世界鐵路的最高點4830公尺。
- 4月24日：加拿大太平洋鐵路開行加拿大人號列車列車來往蒙特利爾/多倫多至溫哥華。加拿大國家鐵路則在同樣的起終點開行超級大陸號列車（英语：Super Continental）。
- 4月29日：京王電鐵競馬場線通車。

### 5月
- 5月12日：曼哈頓最後一條高架鐵路停運。

### 7月
- 7月17日：迪士尼鐵路（英语：Disneyland Railroad）通車。
- 7月25日：紐約地鐵全面啟用代幣。

### 8月
- 8月31日：哈德遜及曼哈頓鐵路開始在地鐵進行空氣調節實驗，該技術在較早前被紐約地鐵稱為不可行[2]。

### 11月
- 11月15日：列寧格勒地鐵基洛夫－維堡線通車，來往起義廣場站至阿夫托沃站。

### 12月
- 12月：集二鐵路通車，當時採用1,524毫米寬軌和右行等蘇聯鐵路標準。